# Milorad M. Drachkovitch
Milorad M. Drachkovitch (8 novembre 1921 à Belgrade en Yougoslavie – 16 juin 1996 à Palo Alto aux États-Unis) est un professeur et un chercheur en sciences politiques d'origine yougoslave qui a fait carrière aux États-Unis.

## Biographie
Fils de Jovanka Milanovitch, Milorad M. Drachkovitch était le fils posthume de Milorad T. Drachkovitch, ministre de l'Intérieur de l'ancien Royaume de Yougoslavie. Pendant la Deuxième Guerre mondiale, il lutte avec la résistance yougoslave contre les Allemands puis fuit le nouveau régime communiste de Josip Broz Tito fondé en 1945.  Après avoir repris ses études, il obtint sa licence de sciences politiques à l'université de Genève (Suisse) en 1949 puis son doctorat en 1953.
1953 à 1958, il fut directeur d'études au Collège d'Europe à Bruges, Belgique. En 1958, il se rendit aux États-Unis où il occupa une succession de postes académiques distingués. Il fut assistant professeur de sciences politiques à l'université de Californie à Berkeley de 1959 à 1960, ensuite associé au Centre de recherche russe à Harvard de 1960 à 1961.
De 1961 à 1963, il fut senior fellow de l'Institution Hoover sur la Guerre, la Révolution et la Paix à l'université Stanford en Californie et directeur des Archives de l'Institution Hoover de 1974 à 1984, dont il devint senior fellow emeritus en 1993. Il a collaboré avec l'historien d'origine serbe Branko Lazitch pour plusieurs ouvrages sur l'Internationale communiste.

## Publications
- Les Socialismes français et allemand et le problème de la guerre 1870-1914 (Genève 1953)[1]
- De Karl Marx à Léon Blum (Genève 1954)
- United States Aid to Yougoslavia and Poland (D.C. 1963)
- Branko Lazić et Milorad M. Drachkovitch, Biographical dictionary of the Comintern, Stanford, Calif, Hoover Institution Press, coll. « Hoover Institution publication » (no 121), 1973, 2e éd., 458 p. (ISBN 978-0-8179-1211-6, OCLC 736922).